# Ekstraliga czeska w hokeju na lodzie
Ekstraliga czeska w hokeju na lodzie (czes. Extraliga ledního hokeje, w skrócie ELH) – najwyższa w hierarchii klasa męskich ligowych rozgrywek hokeja na lodzie w Czechach, będąca jednocześnie najwyższym szczeblem centralnym (I poziom ligowy). Zmagania w jej ramach toczą się cyklicznie (co sezon) od edycji 1993/94, systemem kołowym z fazą play-off na zakończenie każdego z sezonów i przeznaczone są dla najlepszych czeskich drużyn klubowych (wyłącznie profesjonalnych). Jej triumfator zostaje mistrzem Czech, zaś najsłabsze zespoły relegowane są do 1. ligi czeskiej. Czołowe drużyny klasyfikacji końcowej każdego sezonu uzyskują prawo występów w europejskich pucharach w sezonie następnym (Lidze Mistrzów oraz Pucharze Kontynentalnym).

## Historia i nazwy
Czeska hokejowa ekstraliga została utworzona w 1993 r. w następstwie rozpadu Czechosłowacji, a zainaugurowała ona rozgrywki w sezonie 1993/94. Do edycji 1992/93 najlepsze czeskie drużyny hokejowe rywalizowały razem z zespołami słowackimi o tytuł mistrza Czechosłowacji w czechosłowackiej lidze hokejowej.
Ekstraliga kilkakrotnie zmieniała marketingową nazwę w związku z rotacją sponsorów tytularnych rozgrywek:
- 1996–1999 – Staropramen extraliga
- 1999–2003 – Český Telecom extraliga
- 2003–2006 – Tipsport extraliga
- 2006–2010 – O2 extraliga
- od 2010 – Tipsport extraliga

Od 2009 r. drużyna zajmująca 1. miejsce po fazie zasadniczej otrzymuje Puchar Prezydenta Czeskiej Federacji Hokeja na Lodzie. Przed sezonem 2012/13 trofeum za mistrzostwo Czech nazwano Pucharem T.G. Masaryka. Stanowi ono kopię pucharu ufundowanego w 1924 r. przez ówczesnego prezydenta Czechosłowacji Tomáša Masaryka, następnie przekazanego zwycięskiej reprezentacji turnieju mistrzostw świata w 1933, zorganizowanych w Pradze. Od października 2008 r. czeska ekstraliga należy do międzynarodowego stowarzyszenia Hockey Europe.
W czeskiej ekstralidze występuje 14 drużyn, z czego 12 najlepszych po sezonie zasadniczym walczy o mistrzostwo w fazie play-off – zespoły z miejsc 1–4 awansują bezpośrednio do ćwierćfinałów, zaś o dalsze cztery miejsca w tej rundzie rywalizują drużyny z miejsc 5–12.
Według stanu na 2024/25 tylko pięć zespołów gra w czeskiej ekstralidze nieprzerwanie od pierwszej edycji (tj. sezonu 1993/94): Sparta Praga, HC Pardubice, HC Pilzno 1929, HC Litvínov i HC Vítkovice.

## Edycje
| Sezon   | 1. miejsce                                    | 2. miejsce                                    | 3. miejsce                                    | Sezon zasadniczy            |
| ------- | --------------------------------------------- | --------------------------------------------- | --------------------------------------------- | --------------------------- |
| 1993/94 | HC Ołomuniec                                  | HC Pardubice                                  | HC Kladno                                     | HC Kladno                   |
| 1994/95 | HC Vsetín                                     | HC Zlín                                       | HC Czeskie Budziejowice                       | HC Vsetín                   |
| 1995/96 | HC Petra Vsetín                               | HC Litvínov                                   | Sparta Praga                                  | Sparta Praga                |
| 1996/97 | HC Petra Vsetín                               | HC Vítkovice                                  | Sparta Praga                                  | HC Petra Vsetín             |
| 1997/98 | HC Petra Vsetín                               | HC Oceláři Trzyniec                           | HC Vítkovice                                  | HC Petra Vsetín             |
| 1998/99 | HC Vsetín                                     | HC Zlín                                       | HC Oceláři Trzyniec                           | HC Vsetín                   |
| 1999/00 | Sparta Praga                                  | HC Vsetín                                     | HC Keramika Plzeň                             | Sparta Praga                |
| 2000/01 | HC Vsetín                                     | Sparta Praga                                  | HC Vítkovice                                  | HC Vsetín                   |
| 2001/02 | Sparta Praga                                  | HC Vítkovice                                  | HC Zlín                                       | Sparta Praga                |
| 2002/03 | Slavia Praga                                  | HC Pardubice                                  | Sparta Praga                                  | HC IPB Pojišťovna Pardubice |
| 2003/04 | HC Zlín                                       | Slavia Praga                                  | Sparta Praga                                  | HC Moeller Pardubice        |
| 2004/05 | HC Pardubice                                  | HC Hamé Zlín                                  | Bílí tygři Liberec                            | HC Hamé Zlín                |
| 2005/06 | Sparta Praga                                  | Slavia Praga                                  | Znojemští Orli                                | Bílí tygři Liberec          |
| 2006/07 | Sparta Praga                                  | HC Pardubice                                  | Bílí tygři Liberec                            | Bílí tygři Liberec          |
| 2007/08 | Slavia Praga                                  | HC Energie Karlowe Wary                       | HC Czeskie Budziejowice                       | HC Czeskie Budziejowice     |
| 2008/09 | HC Energie Karlowe Wary                       | Slavia Praga                                  | Sparta Praga                                  | Slavia Praga                |
| 2009/10 | HC Eaton Pardubice                            | HC Vítkovice Steel                            | Slavia Praga                                  | HC Pilzno 1929              |
| 2010/11 | HC Oceláři Trzyniec                           | HC Vítkovice                                  | HC Eaton Pardubice                            | HC Oceláři Trzyniec         |
| 2011/12 | HC ČSOB Pojišťovna Pardubice                  | HC Kometa Brno                                | HC Pilzno 1929                                | Sparta Praga                |
| 2012/13 | HC Škoda Pilzno                               | PSG Zlín                                      | Slavia Praga                                  | PSG Zlín                    |
| 2013/14 | PSG Zlín                                      | HC Kometa Brno                                | Sparta Praga                                  | Sparta Praga                |
| 2014/15 | HC Verva Litvínov                             | HC Oceláři Trzyniec                           | HC Kometa Brno                                | HC Oceláři Trzyniec         |
| 2015/16 | Bílí tygři Liberec                            | Sparta Praga                                  | HC Pilzno 1929                                | Bílí tygři Liberec          |
| 2016/17 | HC Kometa Brno                                | Bílí tygři Liberec                            | Mountfield Hradec Králové                     | Bílí tygři Liberec          |
| 2017/18 | HC Kometa Brno                                | HC Oceláři Trzyniec                           | HC Pilzno 1929                                | HC Pilzno 1929              |
| 2018/19 | HC Oceláři Trzyniec                           | Bílí tygři Liberec                            | HC Pilzno 1929                                | Bílí tygři Liberec          |
| 2019/20 | Sezon niedokończony wskutek pandemii COVID-19 | Sezon niedokończony wskutek pandemii COVID-19 | Sezon niedokończony wskutek pandemii COVID-19 | Bílí tygři Liberec          |
| 2020/21 | HC Oceláři Trzyniec                           | Bílí tygři Liberec                            | Sparta Praga                                  | Sparta Praga                |
| 2021/22 | HC Oceláři Trzyniec                           | Sparta Praga                                  | Motor České Budějovice                        | Mountfield Hradec Králové   |
| 2022/23 | HC Oceláři Trzyniec                           | Mountfield Hradec Králové                     | HC Dynamo Pardubice                           | HC Dynamo Pardubice         |
| 2023/24 | HC Oceláři Trzyniec                           | HC Dynamo Pardubice                           | Sparta Praga                                  | HC Dynamo Pardubice         |
| 2024/25 | HC Oceláři Trzyniec                           | HC Dynamo Parduibice                          | Sparta Praga                                  | Sparta Praga                |